# Hans Harbauer
Hans Harbauer (* 20. Juni 1885 in Weiden in der Oberpfalz; † 1966 ebenda) war ein deutscher Unternehmer und Kommunalpolitiker (NSDAP).

## Leben
Harbauer wuchs in Weiden auf und war als Spediteur niedergelassen. Er trat zum 8. August 1925 der NSDAP bei (Mitgliedsnummer 13.877) und war dort ihr Ortsgruppenleiter und Mitglied des Stadtrats. Zudem war er SA-Sonderkommissar.

### Übernahme des Oberbürgermeisteramtes
Von 1932 bis 1933 war er zunächst 2. Bürgermeister, dann nach der Machtergreifung vom 29. August 1933 bis zur Amtsenthebung am 26. April 1945 Oberbürgermeister von Weiden i.d.OPf. Er löste den ersten rechtskundigen Bürgermeister Melchior Probst (BVP) in dessen Amt ab und verdrängte diesen gar aus dessen 1929 erbauter Privatvilla. Reichspräsident Paul von Hindenburg und Reichskanzler Adolf Hitler wurden zu Ehrenbürgern ernannt. Er lebte öffentlich wahrnehmbar über normalbürgerliche Verhältnisse hinaus. Schon 1935 wuchs die Stimmung gegen Harbauer mächtig:

„In Weiden wächst die Stimmung gegen den Ersten Bürgermeister mächtig. Er lebt als richtiger Nazibonze weit luxuriöser und prunkvoller als jeder seiner Vorgänger, soweit sich die Einwohner auch nur erinnern können. Nur waren die Amtsvorgänger des Harbauer immer rechtskundige Bürgermeister, während er sozusagen ein Prolet ist. Der Naziprolet Harbauer aber schrieb früher ständig Zeitungsartikel über den verschwenderischen Aufwand seines Amtsvorgängers, wies darauf hin, daß die Tagegelder des Bürgermeisters zu hoch seien u.a.m. Jetzt sagen die Leute, daß es nun toller getrieben werde als jemals, während das Volk in Schulden erstickt und sich an Steuern blutig zahlen müsse.“

„Eine Fülle wilder Gerüchte durchschwirrt die Stadt, die aus durchsichtigen Gründen verbreitet werden. Stadtkommissar PG [Parteigenosse] Harbauer war bereits am 11. März genötigt, in einer amtlichen Bekanntmachung vor der Weiterverbreitung solcher Gerüchte zu warnen. Es sei ausdrücklich darauf hingewiesen, daß sich die Neuordnung der Dinge im Stadtbezirk Weiden und im Bezirksamt Neustadt-Waldnaab in musterhafter Ruhe und Disziplin vollzieht. Die Ausübung der Polizeigewalt durch Pg. Harbauer, unterstützt von Kreisleiter Bacherl, den übrigen Amtswaltern, der gesamten SA und SS, verbürgt, die reibungslose Übernahme der Macht. Es darf jedoch kein Zweifel darüber bestehen, daß dort, wo es nötig ist, mit strikter Hand und schärfsten Mittel durchgegriffen wird. Das Verhalten der städt. Polizei sowie der Gendarmerie ist einwandfre. Zwei städt. Polizeibeamten von  Weiden, deren Zugehörigkeit zur SPD bekannt ist, wurden vorerst vom Dienst beurlaubt.“

### Kulturelles Wirken
1934 wurde er erster Präsident des von Toni Buschmann gegründeten Faschingsvereins Narrhalla Weiden.
1939 war er Initiator der ersten Weidener „Max-Reger-Woche“ und übernahm zusammen mit Generalmusikdirektor und Reichskapellmeister Franz Adam (1885–1954) die Organisation. Die in seiner Eröffnungsrede für 1941 versprochene Max-Reger-Gedächtnishalle wurde erst 1991 eröffnet (→ Max-Reger-Halle). Im Rahmen der Festivität wirkte er auch an einem 1939 im Gauverlag Bayerische Ostmark erschienenen Buch Weiden-Obf: Max Reger-Stadt mit, das in der Reihe Städte der Bayerischen Ostmark erschien.

### Siedlungsbau
Während Harbauers Amtszeit wurden auch in Weiden die für das Dritte Reich typischen Reichssiedlungen errichtet. So übergab er zum Beispiel 1937 die Schenkungsurkunde für das von der Bürgerbräu Weiden erworbene Ackergrundstück, auf dem bis 1938 die Rehbühlsiedlung (Siedlergemeinschaft Rehbühl) errichtet wurde. Die damals ebenfalls errichtete Moosfurtsiedlung war bis 1945 sogar nach ihm benannt.

### Judenverfolgung, Arisierung und Zwangsenteignungen
Als NSDAP-Stadtoberhaupt war Harbauer maßgeblich an der „Arisierung“ der Stadt Weiden beteiligt.
Im Rahmen der Novemberpogrome 1938 (Reichskristallnacht) kam es zum Streit zwischen Harbauer und dem zuständigen Kreisleiter Franz Bacherl. Während Harbauer in seiner Funktion als Vorgesetzter der Beamten der Stadtpolizei auf Befehl seiner vorgesetzten Dienststelle in Regensburg die männlichen Juden in der Stadt in sogenannte „Schutzhaft“ nehmen ließ, schickte Bacherl auf Anweisung der Gauleitung „Bayerische Ostmark“ in Bayreuth (Gauleiter dort war Fritz Wächtler) am 9. November 1938 spätnachts die SA-Schlägertrupps des Weidener SA-Sturms aus, die Wohnungen und Geschäfte jüdischer Mitbürger verwüsteten und Juden schwerst misshandelten und verschleppten. Die telefonisch alarmierte Polizei schritt nicht ein. Das bereits von der SA und SS stark verwüstete jüdische Gemeindehaus in der Ringstraße ließ Harbauer nicht wie andere Synagogen in der Stadt anzünden, da er das Übergreifen der Flammen auf Nachbarhäuser befürchtete. Noch am nächsten Tag wurden die im Landesgerichtsgefängnis festgesetzten 23 „Schutzhäftlinge“ über Regensburg in das KZ Dachau deportiert.
Am 19. Januar 1939 nahm Harbauer zusammen mit Bacherl und der IHK Regensburg bei der Gauleitung in Bayreuth an einer Besprechung teil, in der die Organisation der Zwangsveräußerung jüdischen Haus- und Grundbesitzes geplant wurde. In Folge dieser Zwangsenteignung wurden drei ehemalige jüdische Geschäfte der Stadt unter neuem Namen weitergeführt. Leopold Engelmann, den damals zweitgrößten Viehhändler im Deutschen Reich, ließ Harbauer ins Münchener Gestapo-Gefängnis überführen. Seinen Besitz presste er zugunsten der Stadt Weiden ab. Engelmann selbst gelang noch 1939 die Auswanderung nach Kenia mit seiner Familie, wo er eine Farm aufbaute. Im Oktober 1940 war die Arisierung der Oberpfalz abgeschlossen. Noch nicht verkaufte jüdischen Immobilien wurden ab 1941 vom Reich eingezogen. Die noch in Weiden ansässigen Juden wurden mit den anderen Oberpfälzer Juden am 4. April 1942 in das Außenlager des KZ Majdanek im polnischen Trawniki deportiert, nicht mehr arbeitsfähige Juden parallel im jüdischen Altersheim in Regensburg zusammengefasst und am 23. Mai 1942 in das KZ Theresienstadt gebracht.

### Nachkriegszeit
Vier Tage nach dem Einmarsch der 11. US-Panzerdivision in Weiden wurde Harbauer  am 26. April 1945 seines Amtes enthoben und dem parteilosen Josef Schnurrer kommissarisch das Amt des Stadtoberhauptes übertragen.
Harbauer verbüßte eine zweijährige Internierungslagerhaft und wurde im Februar 1948 im Spruchkammerverfahren des Landgerichtes Weiden als „Belasteter“ eingestuft und zu fünf Jahren Arbeitslager verurteilt. Dieses Urteil wurde aufgrund seines Gesundheitszustandes in 850 Tage Sonderarbeit umgewandelt. Zudem erhielt er Hausarrest, verlor seine Pensionsansprüche und durfte nur 5.000 Reichsmark an Privatvermögen behalten.
Dem Viehhändler Leopold Engelmann, dem Harbauer 1939 für einen geringen Kaufpreis zugunsten der Stadt den Betrieb abgepresst hatte, zahlte Harbauers Amtsnachfolger Franz Joseph Pfleger eine angemessene Entschädigung.
Harbauer verstarb 1966. Die von Probst 1929 erbaute Villa, in der Harbauer während seiner Amtszeit residierte, wurde nach dem Krieg als städtischer Bauhof und Bauamt genutzt, stand ab 1978 leer und verfiel. Das Areal in der Christian-Seltmann-Straße 5 wurde 2010 durch die Textilfirma Witt Weiden käuflich erworben. Witt restaurierte das Gebäude und eröffnete dort im November 2014 die unternehmenseigene Kinderkrippe „KiWitt“.

## Auszeichnungen und Ehrungen
- Max-Reger-Medaille der Stadt Weiden (28. Juni 1939, Aberkennung 2020)
- Benennung der Harbauer-Siedlung im Weidener Ortsteil Mooslohe (bis 1945; jetzt Moosfurtsiedlung)[18][19]